# Mélika Ouelbani
Melika Ouelbani, née le 24 février 1953 à Tunis, est une philosophe tunisienne et française appartenant au courant de la philosophie analytique. Ses travaux portent sur la logique, la philosophie de la connaissance et la philosophie du langage. Elle est actuellement professeure à l'université de Tunis et à l'université Paris-Sorbonne (Paris IV).

## Biographie
Après une thèse de troisième cycle en 1978 à la Faculté des lettres et sciences humaines de Tunis sur la logique et les mathématiques chez Gottlob Frege (direction Jan Sebestik), elle soutient en 1988 un doctorat à l'université Paris-Sorbonne sur « Le projet constructionniste de Carnap » (sous la direction de Maurice Boudot).
Après avoir longtemps enseigné à la Faculté des sciences humaines et sociales de Tunis, elle est depuis 2006 professeur à l’UFR de philosophie de l'université Paris-Sorbonne. En 2006-2009, elle est présidente de la SOPHA (Société de philosophie analytique).

## Publications

### Ouvrages
- Le projet constructionniste de Carnap : ses origines  et ses problèmes, Tunis, Publ. FSHS, 1992.
- Le dicible et le connaissable : Kant et Wittgenstein, Tunis, Cérès-Productions, 1996.
- Expérience et connaissance chez B. Russell, Tunis, CPU, 1999.
- Introduction à la logique mathématique, Tunis, CPU, 2000
- L'éthique dans la philosophie de Wittgenstein, Tunis, 2004
- Le Cercle de Vienne, Paris, Presses universitaires de France, « Philosophies », 2006,  (ISBN 9782130550907). DOI : 10.3917/puf.ouelb.2006.01. [lire en ligne] ; « Introduction », p. 5-20, [lire en ligne]
- Qu'est ce que le positivisme ?, Paris, Vrin, 2010
- La philosophie de Wittgenstein, Paris, Vrin, 2019

### Article
- Mélika Ouelbani, « Engagement, règles et liberté », Cités, 2009/2 (n° 38) : « Wittgenstein politique », p. 33-46. DOI : 10.3917/cite.038.0033. [lire en ligne]